# ヨーナス・コルッカ
ヨーナス・コルッカ（Joonas Kolkka, 1974年9月28日）は、フィンランド・ラハティ出身の元同国代表サッカー選手。現役時代のポジションはFW。左右のウイングも務める。

## 代表
- フィンランド代表 1994年-2010年

98試合出場11ゴール

## タイトル
MyPa
- ヤルカパッロン・スオメン・カップ : 1995

PSV
- エールディヴィジ : 1999-00, 2000-01